# Козинець (Логойський район)
Козинець — (біл. вёска Казінец), село (веска) в складі Логойського району розташоване в Мінській області Білорусі, підпорядковане Каміньській сільській раді.
Село Козинець розташоване в центральних районах Білорусі, у північній частині Мінської області - орієнтовне розташування [Архівовано 16 Травня 2020 у Wayback Machine.].